# 27110 Annemaryvonne
27110 Annemaryvonne è un asteroide della fascia principale. Scoperto nel 1998, presenta un'orbita caratterizzata da un semiasse maggiore pari a 2,2853312 UA e da un'eccentricità di 0,1537733, inclinata di 2,00904° rispetto all'eclittica.